# Arbeteta
Arbeteta település Spanyolországban, Guadalajara tartományban. Arbeteta Cifuentes, Valtablado del Río, Armallones, Villanueva de Alcorón, El Recuenco, Peralveche és Trillo, Guadalajara községekkel határos. Lakosainak száma 16 fő (2024).

## Népesség
A település lakosságának változását az alábbi diagram mutatja:
| Lakosok száma | 76   | 59   | 53   | 35   | 51   | 31   | 27   | 22   | 20   | 16   |
|               | 2001 | 2004 | 2006 | 2009 | 2011 | 2014 | 2016 | 2019 | 2021 | 2024 |